# Egon von Schmettow
Bernhard Gottfried Egon Graf von Schmettow (* 31. August 1856 in Pommerzig; † 4. August 1942 in Oberwolmsdorf bei Bolkenhain) war ein deutscher General der Kavallerie.

## Leben

### Herkunft
Egon entstammte wie sein Vetter Eberhard dem schlesischen Adelsgeschlecht von Schmettow. Egon von Schmettows Eltern waren Bernhard Gottfried Emil Karl Oskar Ferdinand Wilhelm Graf von Schmettow (1818–1889), Sohn des gleichnamigen Mitglieds des preußischen Herrenhauses Bernhard Philipp Gottfried Graf von Schmettow (1787–1872), und Marie Charlotte Friederike, geb. von Raumer (1821–1886).

### Militärkarriere
Graf von Schmettow trat am 3. Januar 1877 als Avantageur in das 2. Schlesische Dragoner-Regiment Nr. 8 der Preußischen Armee ein. Hier wurde er am 7. August 1877 zum Portepee-Fähnrich und am 12. Oktober 1878 zum Sekondeleutnant (später mit Patent vom 12. Oktober 1877) befördert, bevor er lange Jahre Dienst im Kriegsministerium tat. Zuerst als Adjutant der Remonte-Inspektion, dann als Referent. Nachdem er Major beim Stab seines alten Regiments gewesen war, wurde er 1905 Chef der Kavallerie-Abteilung im Kriegsministerium. 1907 wurde er Kommandeur des 1. Brandenburgischen Dragoner-Regiments Nr. 2. Im Jahr darauf wurde er zum Oberst befördert. 1911 folgte die Beförderung zum Generalmajor und die Ernennung zum Kommandeur der 6. Kavallerie-Brigade. Im Mai 1914 wurde er als Generalleutnant mit der kommissarischen Wahrnehmung der Geschäfte des Inspekteurs der 4. Kavallerie-Inspektion beauftragt und im Juni auch offiziell zum Inspekteur ernannt.
Zu Beginn des Ersten Weltkriegs erhielt Schmettow das Kommando über die 6. Kavallerie-Division, die an der Westfront – vor allem in Nordfrankreich und Belgien – zum Einsatz kam. Im Herbst 1914 verlegte man die Division an die Ostfront, wo sie im Verband der 9. Armee zunächst im Kongresspolen kämpfte. Am Abend des 15. November 1914 verfolgte sein Großverband den Gegner bis nach Kutno, das sie einschlossen und anschließend ohne Infanterieunterstützung besetzten. Im weiteren Verlauf des Feldzugs kämpfte die Division an der Rawka, Bzura und Pilica. Im Frühjahr 1915 war sie an den Kämpfen um Przasnysz sowie später um Memel und Tauroggen beteiligt. Im Frühsommer kämpfte sie bei Mitau, danach bei Schaulen und an der Windau. Zu dieser Zeit war Schmettow Führer des Höheren Kavallerie Kommandos 5, das zusätzlich zu seiner eigenen Division noch aus der 2. Kavallerie-Division bestand.
Am 20. November 1916 übernahm er das aus dem Kavallerie-Kommando neugeschaffene Generalkommando 58 an der Ostfront. Für seine Leistungen wurde Schmettow am 4. November 1917 der Orden Pour le Mérite verliehen. Am 6. Februar 1918 wurde er zum Kommandierenden General des Stellvertretenden Generalkommandos des VIII. Armee-Korps in Koblenz ernannt. Nach Kriegsende reichte er seinen Abschied ein, der ihm am 23. November 1918 gewährt wurde.
Schmettow erhielt am 27. August 1939, dem sogenannten Tannenbergtag, den Charakter als General der Kavallerie verliehen.

### Auszeichnungen (Auszug)
- Pour le Mérite
- Roter Adlerorden II. Klasse mit Eichenlaub[1]
- Stern zum Kronenorden II. Klasse[1]
- Dienstauszeichnungskreuz[1]
- Kommandeur II. Klasse des Ordens Heinrichs des Löwen[1]
- Ritter I. Klasse des Albrechts-Ordens mit Krone[1]
- Komtur II. Klasse des Sachsen-Ernestinischen Hausordens[1]
- Ritter I. Klasse des Friedrichs-Ordens[1]
- Eisernes Kreuz (1914) II. und I. Klasse